# 后龙镇 (泉州市)
后龙镇，是中华人民共和国福建省泉州市泉港区下辖的一个乡镇级行政单位。

## 行政区划
后龙镇下辖以下地区：
栖霞社区、后龙村、上西村、峰前村、许厝村、土坑村、后田村、后墘村、割山村、东山村、田里村、坑仔底村、柳亭村和福炼社区。

## 语言
全镇通行闽南语系的头北话。